# Phragmipedium caudatum
Phragmipedium caudatum, hay lan Mandarin, là một loài lan phân bố từ Peru đến Bolivia. Đây là loài đặc trưng trong chi Phragmipedium.

## Hình ảnh

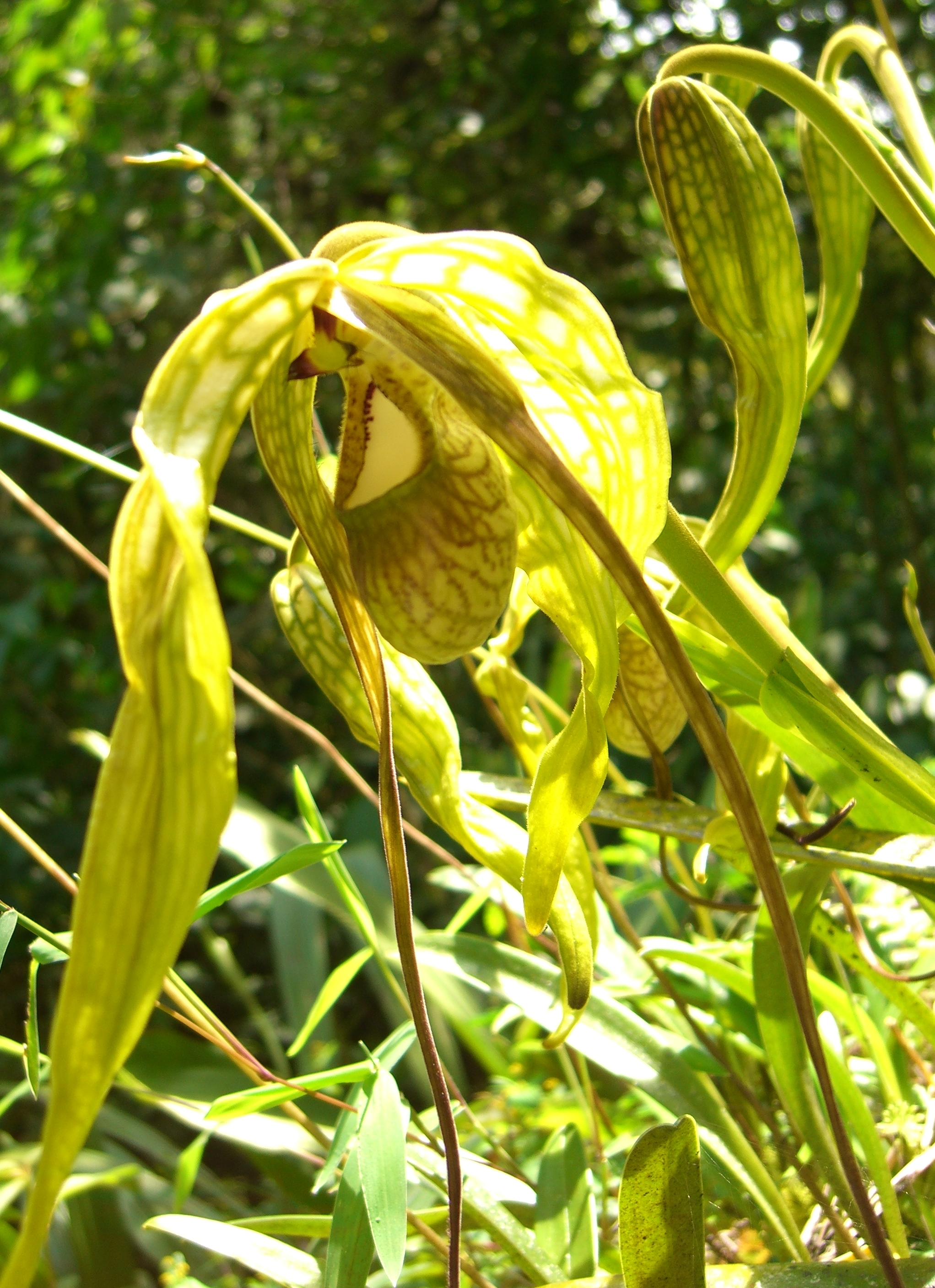
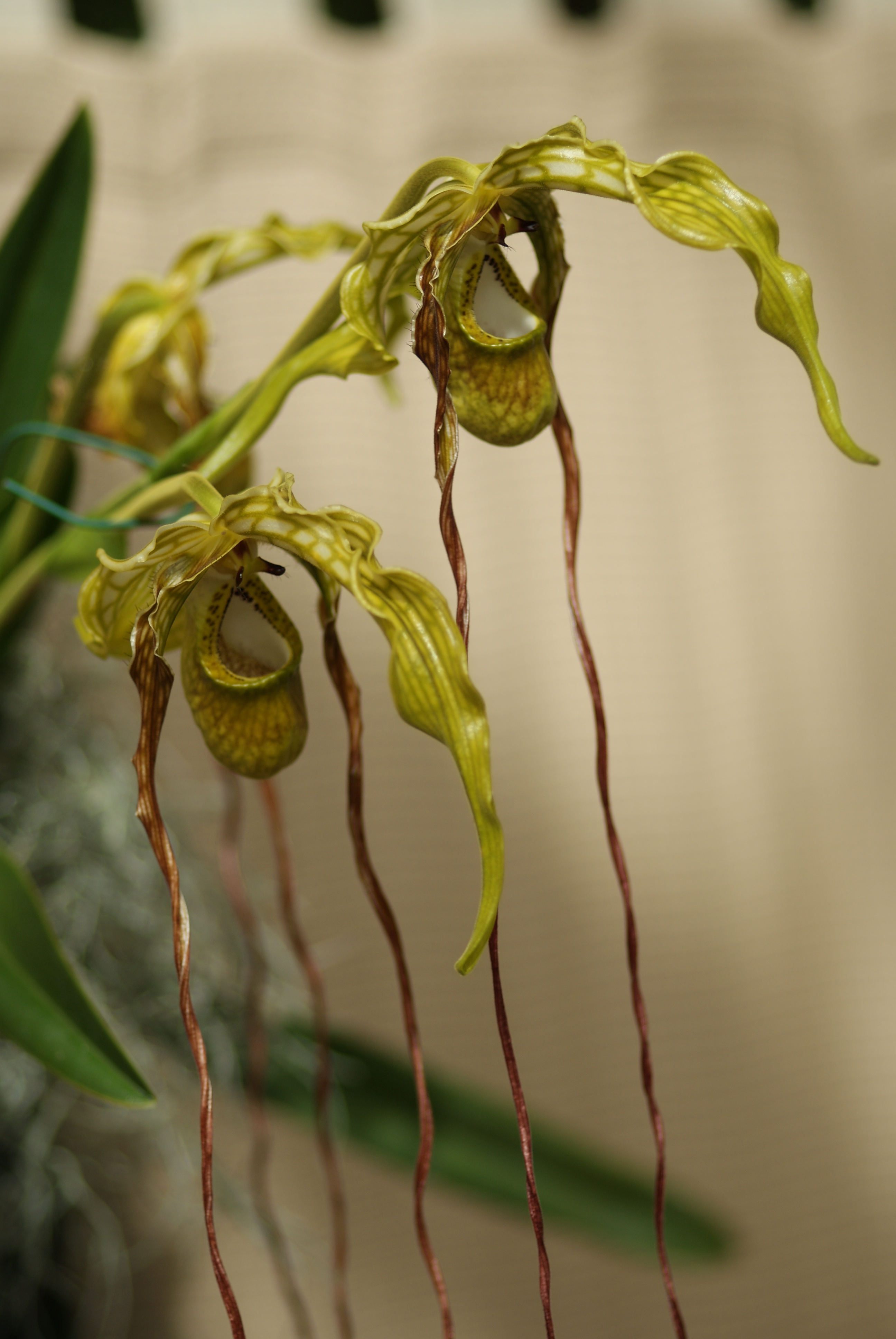
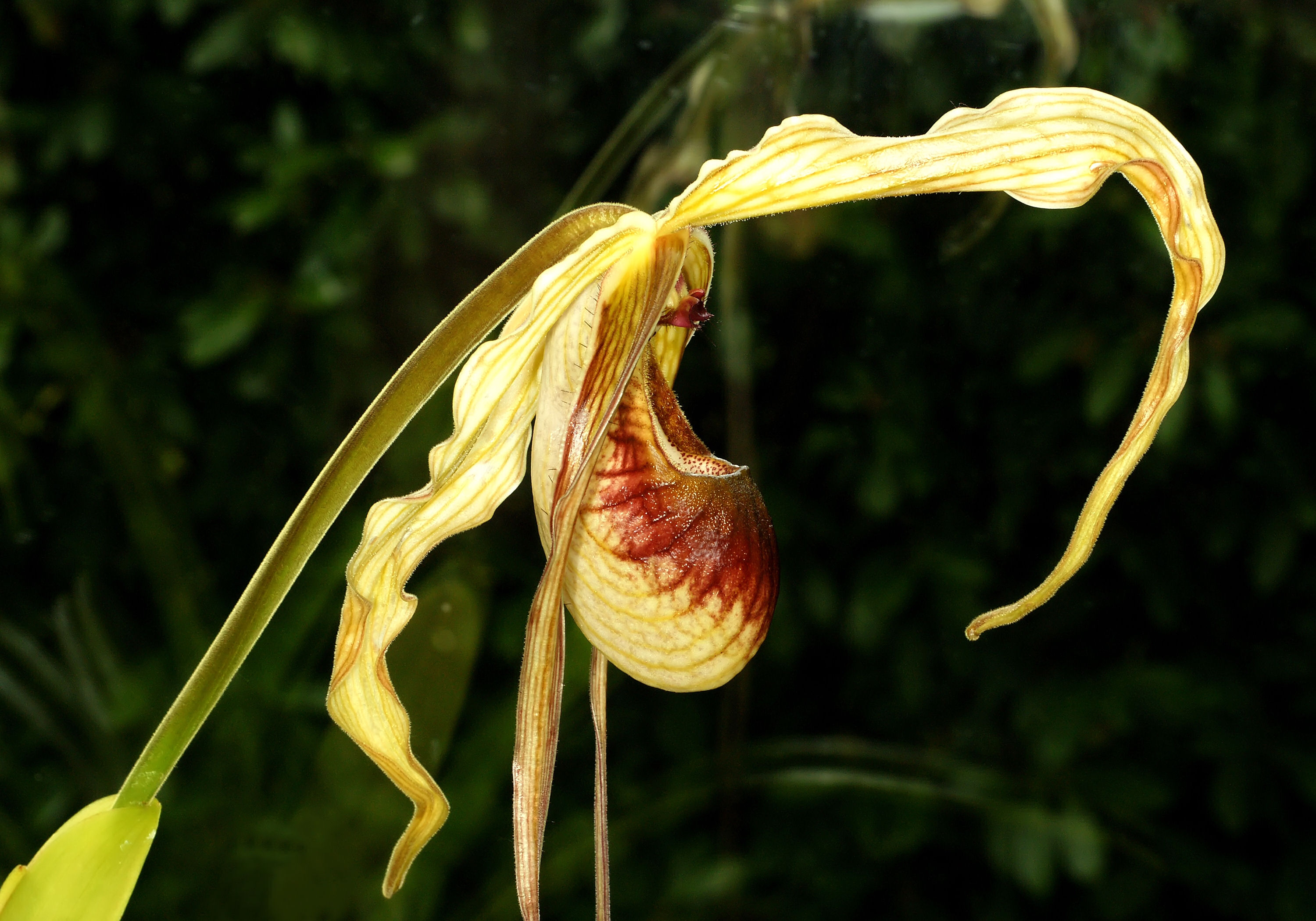
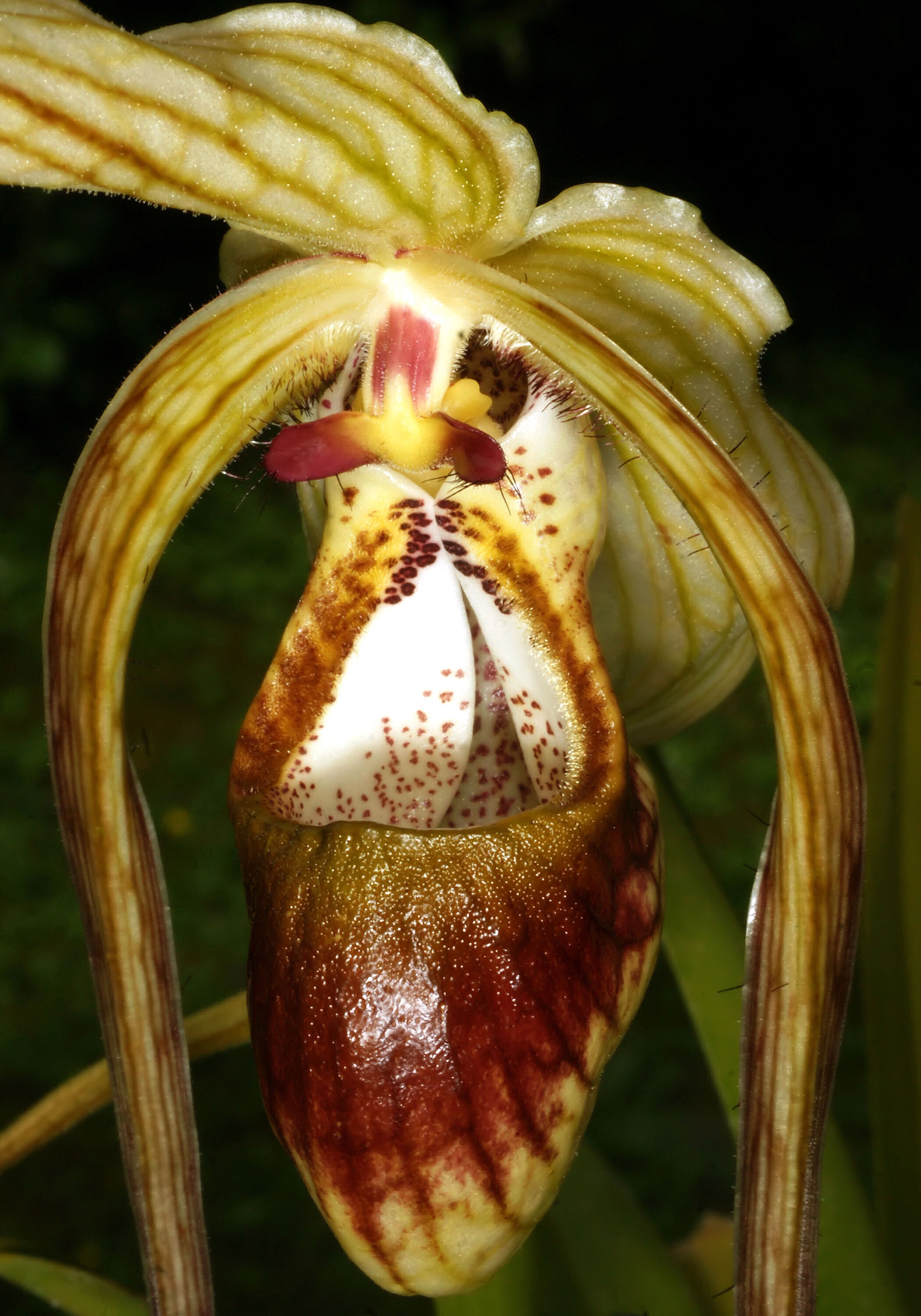